# Campeonato Russo de Futebol de 2001
O Campeonato Russo de Futebol de 2001 foi o décimo torneio desta competição. Participaram dezesseis equipes. O campeão e o vice se classificam para a Liga dos Campeões da UEFA de 2002-03. O terceiro colocado se classifica para a Copa da UEFA de 2002-03. Dois clubes caem e dois são ascendidos. Os clubes FC Lokomotiv Níjni Novgorod e FC Uralan Elista foram rebaixados na temporada passada. 

## Participantes
| Equipe                       | Cidade           | Região                  | No ano anterior                                                       | Estádio                        | Capacidade | Títulos                                           | Participações |
| ---------------------------- | ---------------- | ----------------------- | --------------------------------------------------------------------- | ------------------------------ | ---------- | ------------------------------------------------- | ------------- |
| PFC CSKA Moscovo             | Khamovniki       | Moscovo                 | Oitavo Lugar                                                          | Estádio Lujniki                | 81.000     | 0 (não possui)                                    | 10            |
| Spartak Moscovo              | Presnensky       | Moscovo                 | Campeão                                                               | Estádio Lujniki                | 81.000     | 8 (1992, 1993, 1994, 1996,1997, 1998, 1999, 2000) | 10            |
| Torpedo Moscovo              | Danilovsky       | Moscovo                 | Terceiro Lugar                                                        | Estádio Lujniki                | 81.000     | 0 (não possui)                                    | 10            |
| Dínamo Moscovo               | Aeroport         | Moscovo                 | Quinto Lugar                                                          | Estádio Dínamo de Moscou       | 36.540     | 0 (não possui)                                    | 10            |
| FC Alania Vladikavkaz        | Vladikavkaz      | Ossétia do Norte-Alânia | Décimo Lugar                                                          | Estádio Republicano do Spartak | 32.464     | 1 (1995)                                          | 10            |
| Lokomotiv Moscovo            | Preobrazhenskoye | Moscovo                 | Vice Campeão                                                          | Estádio Lokomotiv de Moscou    | 30.000     | 0 (não possui)                                    | 10            |
| FC Rotor Volgogrado          | Volgogrado       | Oblast de Volgogrado    | Décimo Primeiro Lugar                                                 | Estádio Central                | 32.120     | 0 (não possui)                                    | 10            |
| FC Krilia Sovetov Samara     | Samara           | Oblast de Samara        | Décimo Quarto Lugar                                                   | Estádio Metallurg              | 33.320     | 0 (não possui)                                    | 10            |
| FC Rostselmash Rostov do Don | Rostov do Don    | Oblast de Rostov        | Décimo Segundo Lugar                                                  | Estádio Rostselmash            | 15.840     | 0 (não possui)                                    | 9             |
| FC Chernomorets Novorossisk  | Novorossisk      | Krai de Krasnodar       | Sexto Lugar                                                           | Estádio Trud                   | 12.500     | 0 (não possui)                                    | 7             |
| FC Zenit São Petersburgo     | Petrogrado       | São Petersburgo         | Sétimo Lugar                                                          | Estádio Petrovsky              | 21.570     | 0 (não possui)                                    | 7             |
| FC Saturn                    | Ramensky         | Oblast de Moscovo       | Nono Lugar                                                            | Estádio Saturn                 | 16.8000    | 0 (não possui)                                    | 3             |
| FC Fakel Voronej             | Voronej          | Oblast de Voronej       | Décimo Terceiro Lugar                                                 | Estádio da Central Sindical    | 32.750     | 0 (não possui)                                    | 4             |
| FC Anji Makhachkala          | Mahackala        | Daguestão               | Quarto Lugar                                                          | Estádio Dínamo                 | 15.200     | 0 (não possui)                                    | 2             |
| FC Torpedo ZIL de Moscovo    | Danilovsky       | Moscovo                 | Vice Campeão do Campeonato Russo de Futebol de 2000 - Segunda Divisão | Estádio Eduard Streltsov       | 14.274     | 0 (não possui)                                    | 1             |
| FK Sokol Saratov             | Saratov          | Oblast de Saratov       | Campeão do Campeonato Russo de Futebol de 2000 - Segunda Divisão      | Estádio Lokomotiv              | 15.000     | 0 (não possui)                                    | 1             |

## Regulamento
O campeonato foi disputado no sistema de pontos corridos em turno e returno em grupo único.  Ao final, dois são promovidos e dois são rebaixados.

## Primeira Fase
Spartak de Moscovo foi o campeão. Junto com o vice, Lokomotiv de Moscovo, foi classificado para a Liga dos Campeões da UEFA de 2002-03.
Zenit foi classificado para a Copa da UEFA de 2002-03 .
Fakel e Chernomorets foram rebaixados para o Campeonato Russo de Futebol de 2002 - Segunda Divisão.

## Campeão
| Campeão Russo de 2000        |
| ---------------------------- |
| FC Spartak Moscovo 9° Título |